# Таёжный (виноград)
Таёжный  — амурский сорт винограда.
Был найден Н.И.Тихоновым в 1933 году на юге Приморского края в тайге.

## Основные характеристики
Сила роста лозы сильная. За сезон лоза успевает вытянуться до 6 м в длину.
Листья крупные, трехлопастные. Цветок функционально женский. К грибным болезням устойчив. Урожайность этого сорта винограда средняя. Сорт винограда ранее-среднего периода созревания. Ягоды чёрные или тёмно-синие, весом 3-3,5 г, размером 16х16 мм, употребляются свежими и используются в виноделии. Вкус кисло-сладкий. Семян в ягоде два — три.  Масса средней грозди около 150 г. В связи с большой морозоустойчивостью может служить хорошим подвоем, с успехом применяется для озеленения.
На территории России встречается в самых северных районах виноградарства. Свободно произрастает в Подмосковье и южной Сибири, неукрывной сорт. Морозоустойчивость : -28-35°С. Отдельные формы до - 42°С.
У соpтов Таёжный, как у Зилга и Бессемянной чёpный зимостойкий содеpжание мякоти в ягодах составило 66,7–85,84 %.